# گاربینو
گاربینو (به بلغاری: Garbino) یک منطقهٔ مسکونی در بلغارستان است که در شهرستان کیوستندیل واقع شده‌است.